# Jéssica Inchude
Jessica da Silva Inchude (* 25. März 1996 in Lissabon) ist eine guinea-bissauische Kugelstoßerin und Diskuswerferin, die auch die Portugiesische Staatsangehörigkeit besitzt und seit 2021 international für Portugal startet.

## Sportliche Laufbahn
Erste internationale Erfahrungen sammelte Jessica Inchude bei den Afrikameisterschaften 2016 in Durban, bei denen sie mit 15,44 m den vierten Platz im Kugelstoßen belegte sowie mit dem Diskus mit einer Weite von 44,30 m Rang neun erreichte. Im Kugelstoßen nahm sie an den Olympischen Spielen in Rio de Janeiro teil und schied dort mit 15,15 m bereits in der Qualifikation aus. Im Jahr darauf siegte sie im Diskuswurf mit 50,23 m bei den Islamic Solidarity Games in Baku und wurde mit der Kugel mit 14,95 m Vierte. Bei den Weltmeisterschaften in London gelangte sie mit 14,63 m aber nicht bis in das Finale. 2018 gewann sie bei den Afrikameisterschaften in Asaba mit 16,76 m die Silbermedaille im Kugelstoßen hinter der Südafrikanerin Ischke Senekal und belegte im Diskuswurf mit einem Wurf auf 49,44 m Rang fünf. Anschließend wurde sie beim Continental-Cup in Ostrava mit 14,51 m Achte im Kugelstoßen.
2022 startete sie für Portugal bei den Hallenweltmeisterschaften in Belgrad und belegte dort mit 17,58 m den zwölften Platz. Im Mai siegte sie mit 18,07 m bei den Ibero-Amerikanischen Meisterschaften in La Nucia und kurz darauf siegte sie mit 18,06 m beim Meeting Iberoamericano. Im Juli schied sie bei den Weltmeisterschaften in Eugene mit 18,01 m in der Qualifikationsrunde aus und anschließend gelangte sie bei den Europameisterschaften in München mit 17,93 m auf Rang neun. Im Jahr darauf belegte sie bei den Halleneuropameisterschaften in Istanbul mit 18,33 m den vierten Platz. Im Juni siegte sie mit 17,93 m bei Kladno hází a Kladenské memoriály und im August schied sie bei den Weltmeisterschaften in Budapest mit 18,16 m in der Vorrunde aus. 2024 gelangte sie bei den Hallenweltmeisterschaften in Glasgow mit 18,04 m auf den zehnten Platz und im Juni wurde sie bei den Europameisterschaften in Rom mit 17,81 m Neunte. Anschließend gelangte sie bei den Olympischen Sommerspielen in Paris mit 18,41 m im Finale auf Rang acht.
2025 erreichte sie bei den Halleneuropameisterschaften in Apeldoorn das Finale und belegte dort mit 18,91 m den fünften Platz und kurz darauf wurde sie bei den Hallenweltmeisterschaften in Nanjing mit 18,71 m Sechste.
In den Jahren 2015 und 2021 sowie 2023 und 2024 wurde Inchude portugiesische Meisterin im Kugelstoßen im Freien sowie 2024 und 2025 in der Halle.

## Persönliche Bestleistungen
- Kugelstoßen: 19,18 m, 23. Februar 2025 in Pombal
- Diskuswurf: 51,98 m, 26. Juni 2019 in Leiria (Landesrekord)